# Клузе
Клузе (нім. Kluse) — громада в Німеччині, розташована в землі Нижня Саксонія. Входить до складу району Емсланд. Складова частина об'єднання громад Дерпен.
Площа — 25,26 км2. Населення становить 1759 ос. (станом на 31 грудня 2021).